# 鏽色擬雀鯛
鏽色擬雀鯛，為鱸形目鱸亞目擬雀鯛科的其中一種，為熱帶海水魚，分布於中西太平洋印尼海域，深度28-36公尺，本魚體延長，吻部、額頭至背部黃色，體側有一深色的縱向寬條紋，體後半部為藍色至灰色，體前半部白色至淡粉紅色，背鰭硬棘3枚；背鰭軟條26枚；臀鰭硬棘3枚；臀鰭軟條15枚，體長可達8.3公分，棲息在獨立礁石坡，生活習性不明。

## 擴展閱讀
維基物種上的相關：鏽色擬雀鯛